# Étoile variable de type FS Canis Majoris
Une (étoile) variable de type FS Canis Majoris, ou plus simplement étoile FS CMa, est un type d'étoile variable éruptive. Cette classe de variables est nommée d'après son prototype, FS Canis Majoris et elle a été définie par l'astronome Anatoly Miroshnichenko en 2007. Elles étaient auparavant connues comme les étoiles B[e] non classées (unclassified B[e] stars, unclB[e]). Elles restent assez mal comprises, mais ce sont probablement des étoiles binaires au sein desquelles des processus d'échange de masse se produisent ou se sont récemment produits. Ces systèmes consistent très probablement en au moins une étoile bleu-blanc de la séquence principale entourée d'une enveloppe de poussières. Elles connaissent des variations de luminosité irrégulières sur de longues périodes de temps, et la variation totale est d'approximativement deux magnitudes.
Les raies en émission de l'hydrogène des étoiles FS CMa sont bien plus fortes que chez les étoiles Be normales, et certaines raies interdites sont présentes dans le spectre, si bien qu'elles sont classées comme un sous-type d'étoiles B[e]. Contrairement aux étoiles Be ordinaires, elles tournent lentement sur elles-mêmes.
Les étoiles FS CMa sont rares et il a été difficile de déterminer leurs propriétés assez précisément pour trouver ce qui est à l'origine de leurs caractéristiques inhabituelles. Plusieurs d'entre elles ont été détectés dans des amas ouverts massifs, ce qui a permis d'écarter certaines théories sur leur origine, telle que les étoiles post-AGB. L'explication privilégiée est celle d'une origine binaire, et elles pourraient possiblement résulter d'une fusion stellaire.